# Verenahof

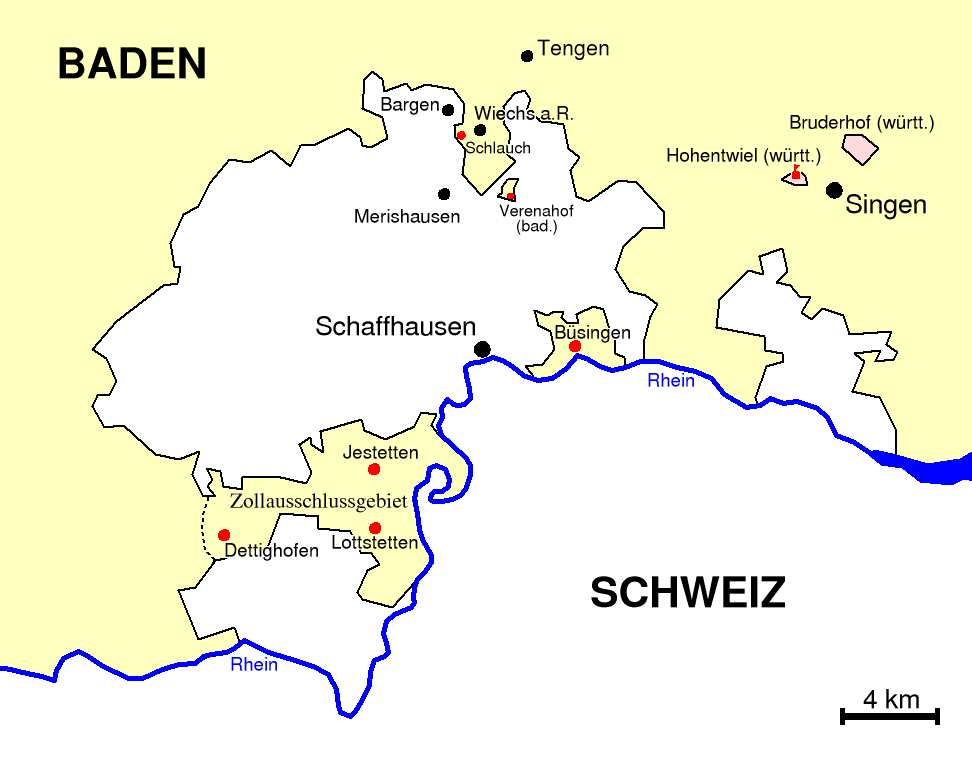
Mapa pogranicza szwajcarsko-niemieckiego około roku 1900, widoczne niemieckie eksklawy Verenahof i Büsingen

Verenahof – była niemiecka eksklawa na terytorium Szwajcarii. Administracyjnie stanowiła część miasta Wiechs am Randen (obecnie Wiechs am Randen jest jedną z dzielnic Tengen). Verenahof od terytorium Niemiec oddzielał należący do Szwajcarii pas ziemi o szerokości 200 – 300 m. Enklawa na terytorium Szwajcarii miała jedynie 3 zamieszkane domy i kilkunastu mieszkańców. 4 października 1967 Verenahof przyłączono do Szwajcarii. Obecnie należy administracyjnie do gminy Büttenhardt w kantonie Szafuza.